# Rendinara
Rendinara (Rennenara in dialetto locale) è una frazione di 145 abitanti del comune di Morino, in provincia dell'Aquila, in Abruzzo.

## Geografia fisica
Il borgo è situato sul versante occidentale della valle Roveto a quota 916 m s.l.m. Dominato dalla cime dei monti Ernici ricade nel territorio comunale di Morino, segnando il confine con Castronovo e il comune limitrofo di San Vincenzo Valle Roveto. Il territorio è percorso dai due torrenti Rio e Rio Sogno. Il paese dista circa 3,3 chilometri dal capoluogo comunale.

## Origini del nome
Incerta l'etimologia del nome. Diverse le ipotesi: la prima è connessa alla figura della rondine, per assonanza con il nome, e considerando che il volatile è sicuramente quello riportato sul capitello della colonna (identico elemento presente nel simbolo della famiglia Colonna) appartenente all'antico stemma del paese rovetano; le altre riportate dalla tradizione orale sono legate alla figura dei gladiatori retiarius (o retiarii), da cui la località avrebbe acquisito il nome di "Retiaria", e alla regione storica della Rezia.
In alcuni documenti storici ed ecclesiastici medievali il borgo appare anche con i toponimi di "Rodemaram" e "Rendinaria".

## Storia

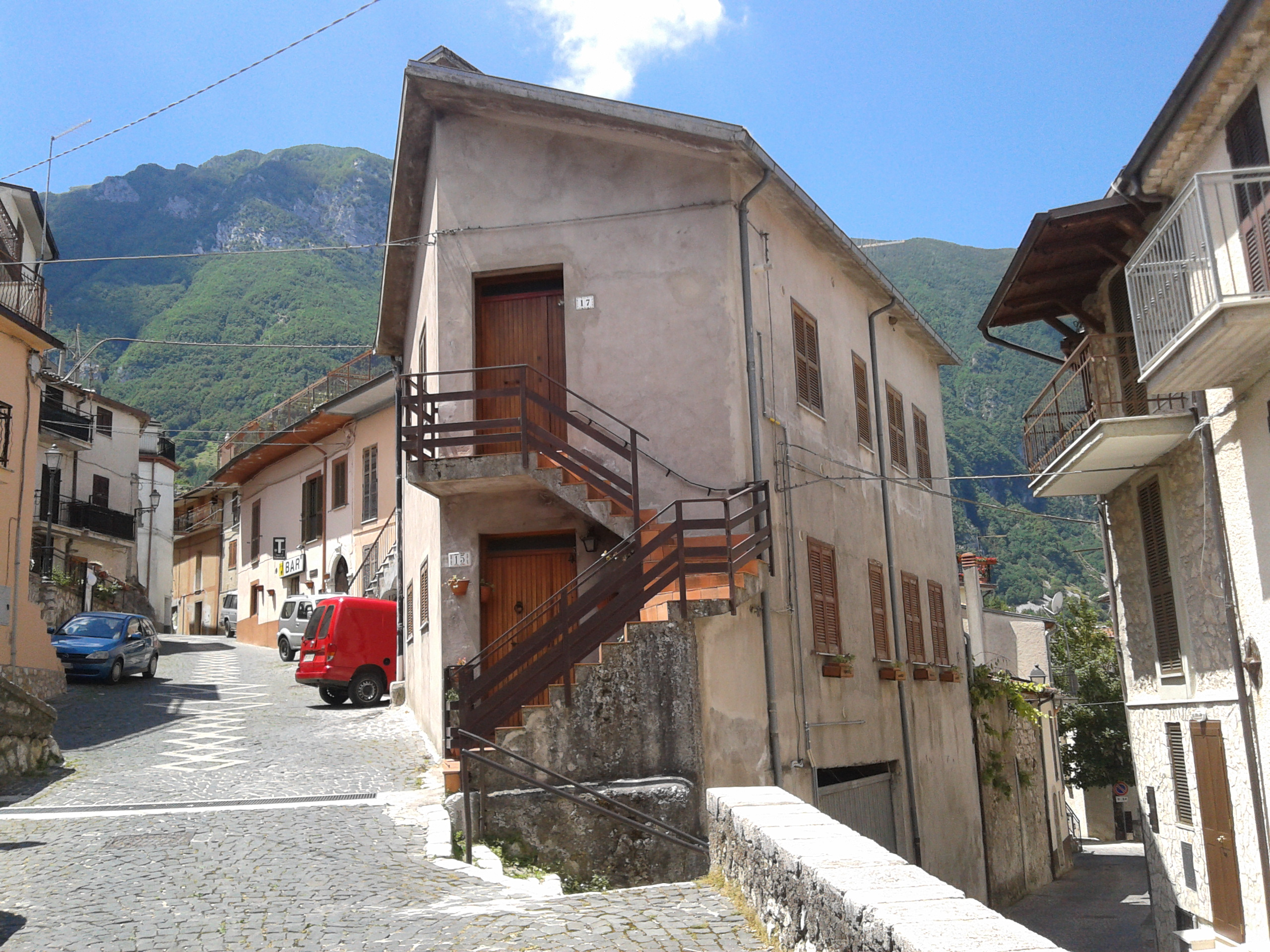
Il centro storico

Nel medioevo, come appare da un martirologio che ricorda sant'Ermete l'eremita, il borgo veniva chiamato anche "Retiaria". Alla fine del Cinquecento ospitò la famiglia Ferrante che successivamente si spostò a Civita d'Antino dove fece edificare l'omonimo palazzo nobiliare.
Il paese è stato uno dei tanti possedimenti marsicani della famiglia Colonna fino all'abolizione dei feudi, avvenuta nel 1806. Dopo l'avvento di Giuseppe Bonaparte e di Gioacchino Murat al trono di Napoli e con l'abolizione dei feudi, Rendinara fu dichiarato "Comune riunito" e incluso fino al 1816 a quello centrale di Balsorano insieme a San Giovanni Valle Roveto e Roccavivi. Fino al 1831 Rendinara fece parte del comune centrale di Civita d'Antino, infine, dal 1831 del nuovo comune di Morino insieme a Grancia.
In paese si registrarono 72 vittime a causa del terremoto della Marsica del 1915; il patrimonio architettonico di Rendinara subì gravissimi danni. Dopo la tragedia, molti abitanti si trasferirono stabilmente nella borgata Petrelli, situata nel suburbio Portuense a Roma. Nel corso del Novecento gran parte del centro storico venne restaurato.
Il santo patrono di Rendinara è san Giovanni Battista. La popolazione è devota anche a sant'Ermete, eremita ed esorcista la cui santità è stata con ogni probabilità proclamata nella forma vox populi, vox Dei. Originario di Bologne in Francia, il santo sarebbe vissuto intorno al X-XI secolo, almeno stando ad una bolla trovata nell'urna alla ricognizione della salma, custodita all'interno della chiesa di San Giovanni Battista. Venerato anche dai fedeli di Luco dei Marsi viene festeggiato annualmente il 9 luglio, data legata alla prima ricognizione della salma. La parrocchia, costruita negli anni Sessanta, è dedicata a san Giovanni Battista.

## Monumenti e luoghi d'interesse

### Architetture religiose

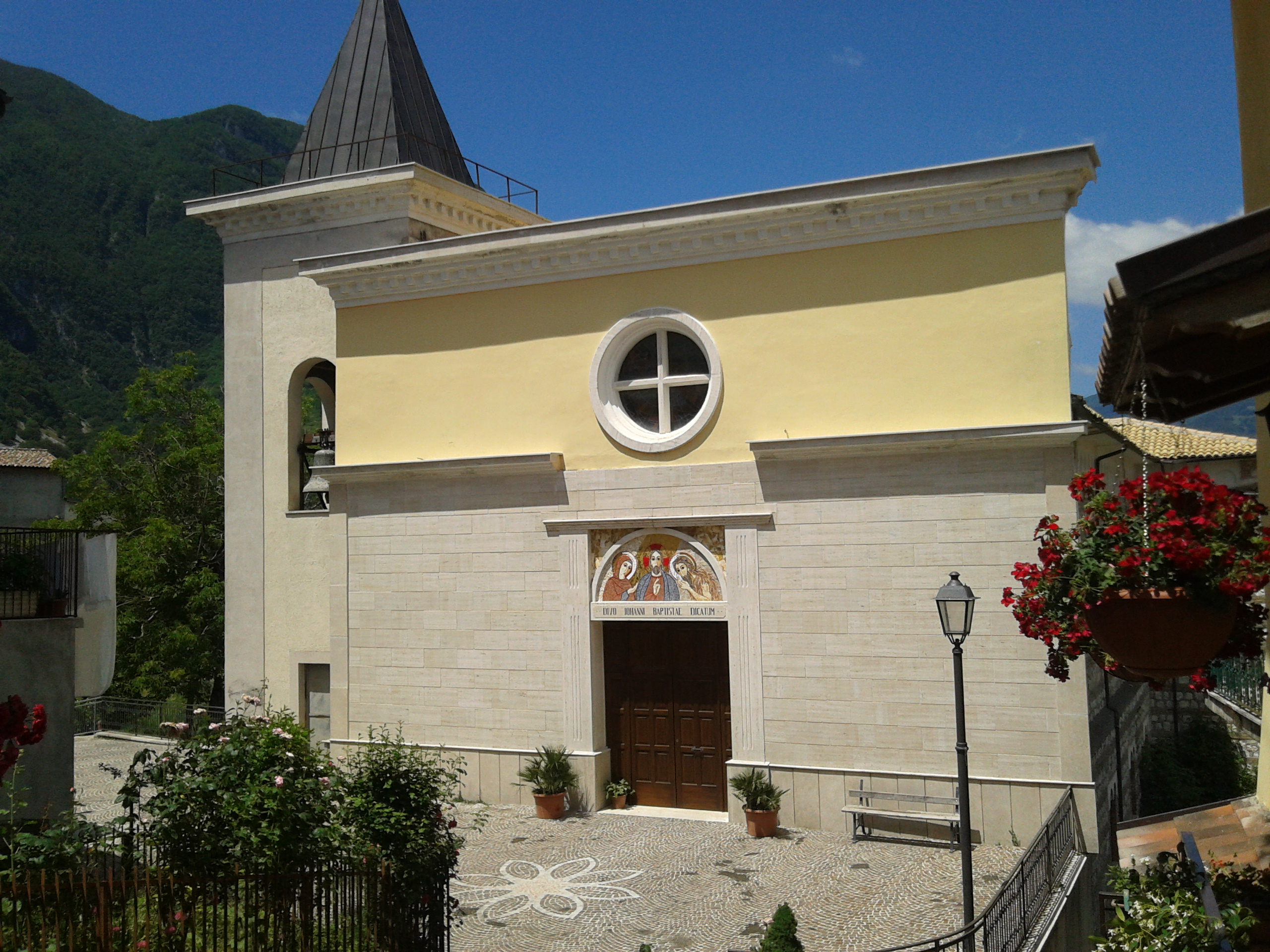
Chiesa di San Giovanni Battista

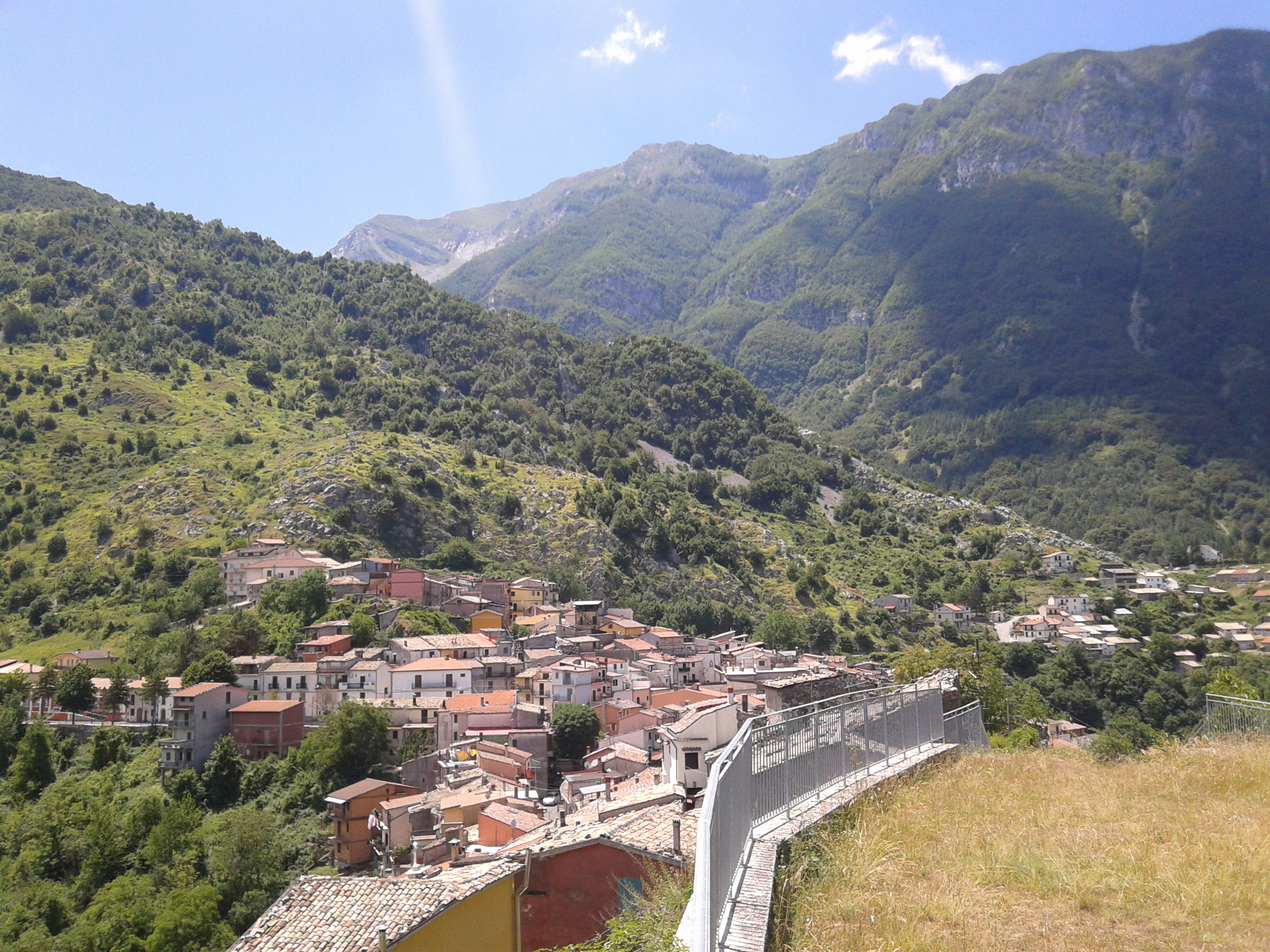
Panoramica del borgo dominato dai monti Ernici

Chiesa di San Giovanni BattistaPrincipale chiesa del paese. La lunetta, realizzata dal gesuita, artista e mosaicista cattolico Marko Ivan Rupnik, raffigura San Giovanni Battista, Cristo e la Madonna. Ristrutturata per volontà della popolazione e di mons. Amleto Alfonsi, originario di Rendinara e già delegato CEI per l'edilizia di culto.
Chiesa di Santa Maria delle GrazieAntico e piccolo edificio di culto a navata unica. Ristrutturato più volte nel corso del tempo, custodisce alcuni affreschi risalenti presumibilmente alla fine del XVIII secolo.
- Cappella di Sant'Antonio Abate.
- Ruderi dell'originaria chiesa intitolata a san Giovanni Battista, crollata in seguito al sisma del 1915. È detta per tale motivo "Chiesa spallata".
- Resti della vecchia chiesa che ha raccolto i fedeli nel post terremoto del 1915 di cui sono visibili la scalinata, le mura e il perimetro dell'abside.
- Ruderi dell'antica chiesa di Santa Lucia, citata in un documento del 1090 anno in cui Rainaldo di Obberto di Antena la donò insieme alla chiesa di San Pietro di Morino Vecchio al monastero benedettino di Montecassino[12]. I resti, ancora visibili, si trovano lungo la strada che collega il paese a Roccavivi[4].

### Architetture civili
- Rifugio Fracassi[13].

### Architetture militari
Ruderi della torre cintata, risalente all'XI-XII secolo, sono situati nel nucleo più antico del centro storico.

### Aree naturali
- Monte del Passeggio
- Monti Ernici
- Valle Roveto

## Società

### Tradizioni e folclore
- 9 luglio e 21 agosto: festa patronale di sant'Ermete[14].
- 19 agosto: festa patronale di San Giovanni Battista[15].

## Infrastrutture e trasporti

### Strade
La strada provinciale 66 collega Rendinara alla strada statale 82 della Valle del Liri e agli svincoli di Civita d'Antino-Morino e Le Rosce-Santa Restituta della strada statale 690 Avezzano-Sora.

### Ferrovie
La stazione di Morrea-Castronovo-Rendinara è la fermata ferroviaria posta lungo la linea Avezzano-Roccasecca che serve la frazione.

## Sport
Rendinara è una delle mete abruzzesi degli appassionati di montagna, trekking e mountain-bike grazie soprattutto alla sua posizione di alta montagna sull'appennino abruzzese. Numerosi sono i percorsi escursionistici che collegano il borgo con le cime dei monti Ernici e della valle Roveto, in particolare al Pizzo Deta.